# Distrito Federal Oriental
O Distrito Federal Oriental (Dalnevostochny em russo) é um distrito da Federação Russa.

Localização do Distrito Federal Oriental na Federação Russa